# The Wicked West
The Wicked West est un court métrage de la série Oswald le lapin chanceux, produit par le studio Robert Winkler Productions et sorti le 10 juin 1929.

## Fiche technique
- Titre  : The Wicked West
- Série : Oswald le lapin chanceux
- Réalisateur : Friz Freleng
- Producteur : Charles Mintz
- Production : Robert Winkler Productions
- Distributeur : Universal Pictures
- Musique: Bert Fiske
- Format d'image : Noir et Blanc
- Langue : (en)
- Pays :  États-Unis
- Date de sortie : 10 juin 1929[1]

## À noter
- Ce film est sorti à la même date que Ice Man's Luck